# Hemiboreální podnebí

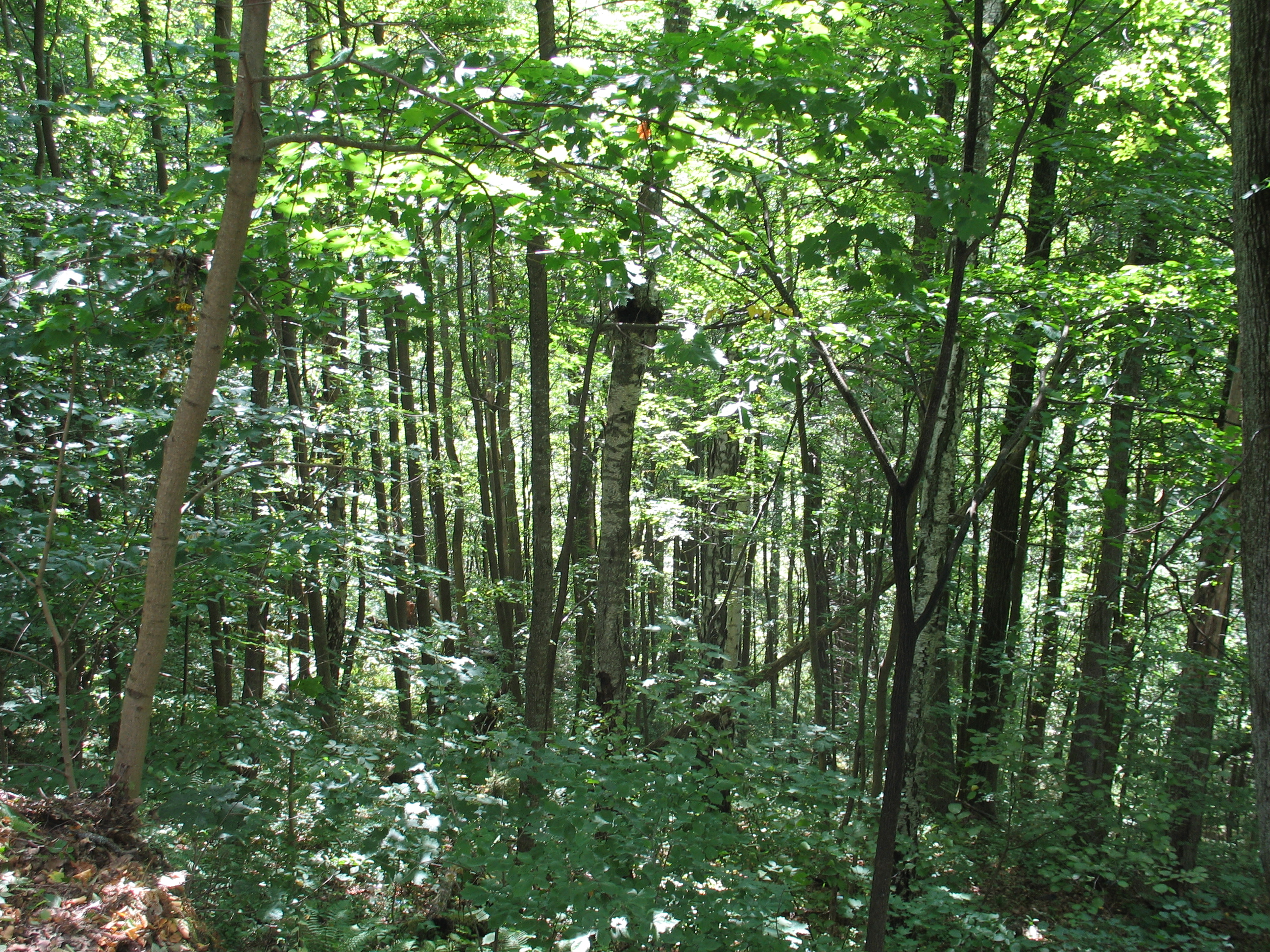
Hemiboreální listnatý les v Lotyšsku. Lotyšsko, stejně jako jiné hemiboreální oblasti, má také rozsáhlé jehličnaté lesy.

Hemiboreální klima se nejčastěji vyskytuje mezi mírným a subarktickým (boreálním) pásmem. Tento termín se nejčastěji používá v kontextu podnebí a ekosystémů .

## Podnebí
Tento termín někdy označuje klima charakteristické pro zónu hemiboreálních lesů — konkrétně klima označené Dfb, Dwb a Dsb v Köppenově klasifikaci podnebí. Používá se také pro všechny oblasti, které mají dlouhé, chladné zimy a teplá (ale ne horká) léta — včetně oblastí, které jsou semiaridní (BS) a aridní (BW) na základě průměrných ročních srážek . Může být také použit pro některé oblasti se subpolárním oceánickým klimatem (Cfc), zejména na ty s kontinentálními klimatickými podmínkami.

## Flóra
Hemiboreální les má některé vlastnosti subpolárních lesů, které se nacházejí severněji a také sdílí rysy s lesy mírného pásma jižněji. V hemiboreální zóně převládají jehličnaté stromy, ale vyskytuje se zde i značný počet listnatých druhů, jako jsou osiky, duby, javory, jasany, břízy, buky, lísky a habry .